# Erythrolamprus ceii
Erythrolamprus ceii är en ormart som beskrevs av Dixon 1991. Erythrolamprus ceii ingår i släktet Erythrolamprus och familjen snokar. Inga underarter finns listade i Catalogue of Life.
Denna orm förekommer i Sydamerika i en smal remsa öster om Anderna. Utbredningsområdet sträcker sig från östra Bolivia till norra Argentina (provinserna Tucumán, Catamarca, Salta och Jujuy). Arten lever i växtzonen Yungas som kännetecknas av varmt och fuktigt väder. Honor lägger ägg.
För beståndet är inga hot kända och hela populationen anses vara stabil. IUCN kategoriserar arten globalt som livskraftig.